# Ошейниковый трогон
Ошейниковый трогон (лат. Trogon collaris) —  вид птиц из семейства трогоновых. Обитает в теплых районах Неотропики и включает в себя многочисленные подвиды, в том числе T. c. exoptatus из Северной Колумбии, северной части Венесуэлы и Тринидада и Тобаго.
Это житель тропических лесов, где гнездится в дуплах деревьев и термитниках. Типичная кладка — два белых яйца.
Ошейниковые трогоны питаются насекомыми и фруктами. Хотя их полет быстрый, они не летают на большие расстояния.
Длина ошейникового трогона составляет около 25 см. Самцы этого вида окрашены иначе, чем самки. Спина, голова и грудь у самца зеленая, белая линия отделяет грудку от красного низа. Подхвостье белое, крылья черные, с белыми полосами.
У самки коричневая спина, голова и грудь, сравнительно равномерное подхвостье и низ, который немного бледнее, чем у самца.